# Stilllegung kerntechnischer Anlagen

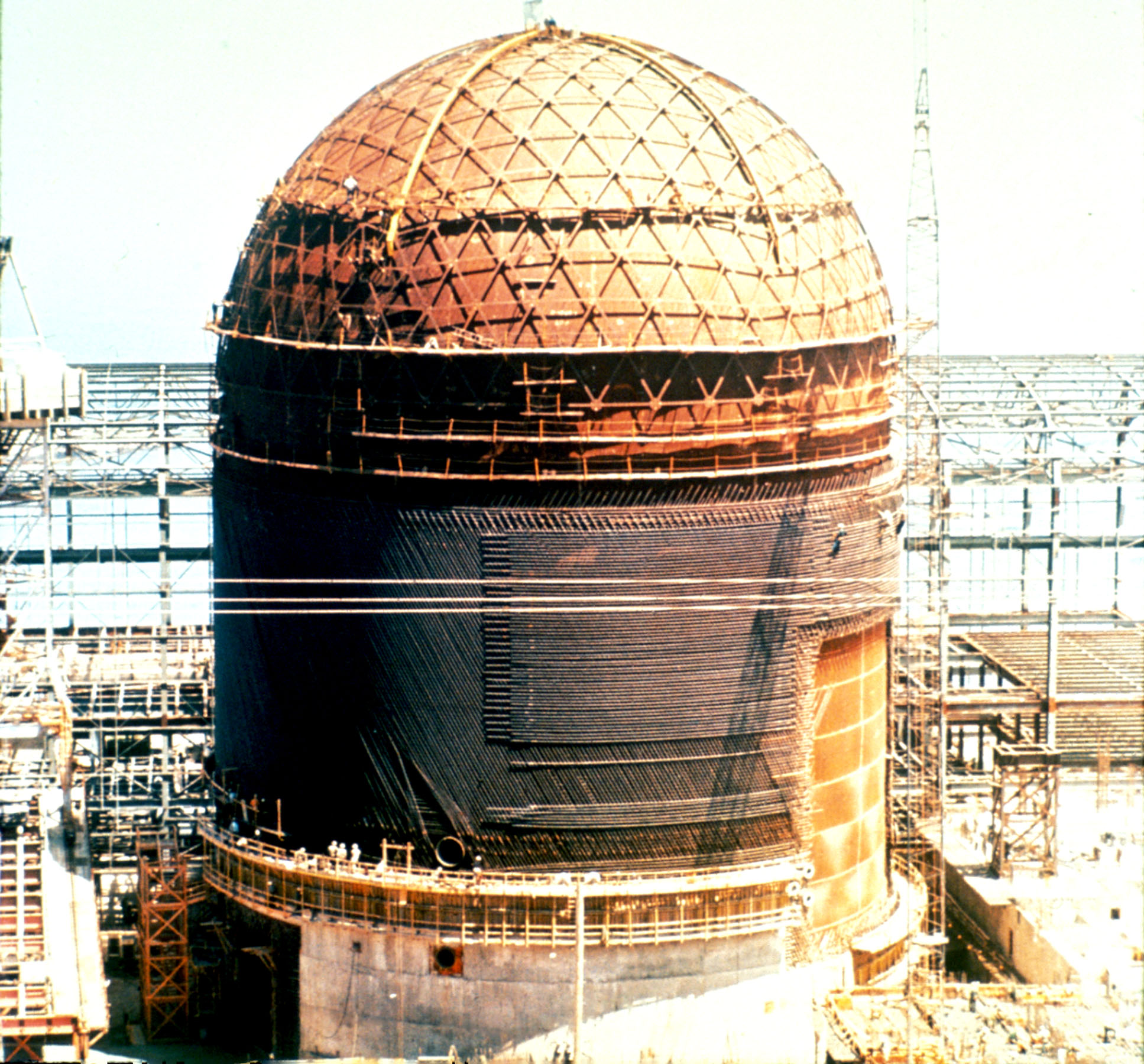
Abbau eines amerikanischen Reaktorgebäudes

Der Begriff Stilllegung kerntechnischer Anlagen (als Synonym auch: Dekommissionierung von englisch: Decommissioning = Stilllegung) benennt die Gesamtheit aller Tätigkeiten, die das Ziel verfolgen, eine kerntechnische Anlage nach Betriebsbeendigung abzubauen („Rückbau“).
Im rechtlichen Sinne verwendet man den Begriff auch für die Entnahme eines Atomstandorts aus dem deutschen Atomgesetz.

## Arten der Stilllegung
Die Internationale Atomenergie-Organisation (IAEO) unterscheidet drei Vorgehensweisen bei der Stilllegung:
- Immediate dismantling (Sofortiger Rückbau): Diese Variante erlaubt eine relativ zeitnahe Stilllegung nach dem regulären Betrieb. Für gewöhnlich beginnen endgültige Rückbau- oder Dekontaminierungsarbeiten nach einigen Monaten bis Jahren, je nach Anlage. Nach Beendigung des Betriebs kann die Anlage erneut benutzt werden, beispielsweise im konventionellen Betrieb.
- Deferred dismantling (Sicherer Einschluss, wörtlich „Aufgeschobener Rückbau“): Bei dieser Vorgehensweise werden abgeschaltete Anlagen über einen langen Zeitraum (gewöhnlich 40 bis 60 Jahre) verschlossen, bis die Strahlung zurückgegangen ist und mit Maßnahmen zum Rückbau begonnen wird.
- Entombment (Dauerhafter Sicherer Einschluss): Bei dieser Variante verbleibt das radioaktive Material für immer auf der Anlage und wird auf einem Teil der Anlage gesammelt. Diese wird dann in Beton eingegossen, wodurch die Strahlungsbelastung reduziert wird.

Die IAEO weist darauf hin, dass die Handhabung der Stilllegung in den Staaten sehr unterschiedlich ist und dass es auch Mischformen der einzelnen Varianten gibt.

## Situation nach Staat

### Deutschland
Zu den kerntechnischen Anlagen, die stillgelegt werden können, zählen in Deutschland Leistungsreaktoren, aber auch Prototyp- und Forschungsreaktoren oder Anlagen zur Kernbrennstoffver- und -entsorgung.
Wenn ein Kernkraftwerk in Deutschland, auch dauerhaft, außer Betrieb geht, wird es, ebenso wie ein Forschungsreaktor, zunächst abgeschaltet. Das geschieht genehmigungsrechtlich innerhalb der Betriebsgenehmigung und der Zustand des Reaktors heißt nun Nachbetriebsphase oder Stillstandsbetrieb.
Um stillgelegt zu werden, bedarf es für kerntechnische Anlagen in Deutschland einer Stilllegungsgenehmigung oder Rückbaugenehmigung gemäß Atomgesetz § 7 Absatz 3. Damit eine Genehmigung erteilt werden kann, muss der Betreiber bei der atomrechtlichen Genehmigungsbehörde einen Antrag stellen und zahlreiche Nachweise führen, d. h. Unterlagen zu einer Vielzahl von relevanten Aspekten bei der Behörde einreichen. Um nur einige Beispiele aufzuzeigen: Möglicherweise ist eine öffentliche Anhörung der Betroffenen erforderlich, in der die Auswirkungen von Stilllegung und Rückbau oder sicherem Einschluss dargelegt werden. Zu überarbeiten sind beispielsweise auch das Betriebshandbuch, das Prüfhandbuch, das Notfallhandbuch des Kernkraftwerks und so weiter, die den von nun an geänderten Sachverhalten anzupassen sind. Die Überarbeitung von tausenden von Seiten dauert viele Monate. Alle diese neuen Unterlagen lässt die Behörde danach von Sachverständigen prüfen bevor, nach möglichen Änderungen und Ergänzungen, eine Genehmigung der Stilllegung mit gesichertem Einschluss oder zum direkten Rückbau erfolgt. Es kann durchaus einige Jahre dauern, bevor eine Stilllegungsgenehmigung erteilt wird, nach deren Erteilung bzw. Inanspruchnahme das Kernkraftwerk als stillgelegt gilt. Bislang sind die abgeschalteten vier Kernkraftwerke mit Siedewasserreaktoren: Brunsbüttel, Isar I, Philippsburg und Krümmel formal in Betrieb und am Netz, auch wenn sie abgeschaltet sind und keinen Strom erzeugen, sondern welchen verbrauchen. Diese Kernkraftwerke befinden sich innerhalb der Betriebsgenehmigung in der Nachbetriebsphase.
In Deutschland folgt nach der Abschaltung der Anlage in der Regel die Nachbetriebsphase, bei der z. B. Brennelemente und Kernbrennstoffe entfernt werden. Bei der anschließenden Stilllegung unterscheidet das Bundesamt für Strahlenschutz zwei Strategien, den "Direkten Rückbau" und den "Sicheren Einschluss"; daneben gibt es Mischformen beider Strategien. Der direkte Rückbau wird meist bevorzugt, weil beispielsweise noch auf vorhandene Fachkenntnisse und Erfahrungen zurückgegriffen werden kann. Ziel der Stilllegung ist entweder der komplette Rückbau der Anlage bis zur "Grünen Wiese" oder eine anderweitige Nutzung.
Eine Mischform beider Stilllegungsstrategien ist z. B. beim Kernkraftwerk Greifswald (Lubmin) geplant: Anlagenteile, für deren Rückbau man Fachpersonal benötigt, sollen sofort rückgebaut, die Gebäude jedoch solange im "sicheren Einschluss" stehengelassen werden, bis die Strahlung abgeklungen ist. Von den 110 kerntechnischen Anlagen in Deutschland, die zwischen 1957 und 2004 in Betrieb genommen wurden, sind alle 37 kommerziellen Kernreaktoren (Stand: Mai 2023) zur Energiegewinnung und 37 von 45 Forschungsreaktoren stillgelegt. Von 24 weiteren geplanten Reaktoren wurde bei sechs Reaktoren der Bau begonnen und teilweise kurz vor der Fertigstellung abgebrochen (Stand 2010, siehe Liste der Kernreaktoren in Deutschland).
Von den im Rahmen des Atomausstiegs 2011 vom Netz genommenen Reaktoren ist Neckarwestheim I der erste Reaktor, bei dem mit dem Rückbau begonnen wurde – im Juni 2012.
Das Karlsruher Institut für Technologie, das ehemalige Kernforschungszentrum Karlsruhe, ist Projektträger zur Erforschung der Stilllegung von Atomanlagen in Deutschland. Im Fachbereich Wassertechnologie und Entsorgung (PTKA-WTE) werden im Auftrag des Bundesministeriums für Bildung und Forschung (BMBF) Forschungs- und Entwicklungs-Vorhaben zum Rahmenprogramm der Bundesregierung „Forschung für die Umwelt“, zum Rahmenprogramm des BMBF „Forschung für die Nachhaltigkeit“ (FONA) sowie zur „Untertägigen Abfallentsorgung“ und zur „Stilllegung und Rückbau kerntechnischer Anlagen und Strahlenforschung“ betreut. Durch das Bundesministerium für Wirtschaft und Energie (BMWi) werden solche Vorhaben auf der Grundlage des Förderkonzepts „Schwerpunkte zukünftiger FuE-Arbeiten bei der Endlagerung radioaktiver Abfälle“ mit finanziert.
Der Karlsruher Projektträger Wassertechnologie und Entsorgung berichtet den beiden Ministerien außerdem halbjährlich über die Forschungs- und Entwicklungs-Vorhaben zur Entsorgung gefährlicher Abfälle in tiefen geologischen Formationen.

### Frankreich
In Frankreich wurden zwischen 1956 und 2002 über 60 Nuklearanlagen in Betrieb genommen. Seit 1968 wurden 13 Kernkraftwerke stillgelegt (siehe Liste der Nuklearanlagen in Frankreich).

### Großbritannien
In Großbritannien wurden zwischen 1956 und 1995 schätzungsweise 45 Kernkraftwerke in Betrieb genommen. Seit 1977 wurden 28 Kernkraftwerke stillgelegt (siehe Liste der Kernreaktoren in Großbritannien).

### Schweiz
In der Schweiz wurden bis jetzt das Versuchskernkraftwerk Reaktor Lucens (1968) sowie verschiedene Forschungsreaktoren stillgelegt. Das älteste noch laufende Kernkraftwerk ist das Kernkraftwerk Beznau, bestehend aus Beznau I (1969) und Beznau II (1971). Der Energiekonzern BKW Energie hat das Kernkraftwerk Mühleberg im Dezember 2019 vom Netz genommen und im Januar 2020 mit dem 15 Jahre dauernden Rückbau begonnen. Dazu werden rund 800 Millionen CHF und durchschnittlich 200 Mitarbeiter benötigt.